# Вибір (пляжний футбольний клуб)
«Вибір» — футбольний клуб з Дніпра. Бере участь у змаганнях з футболу серед ветеранів, пляжного футболу та футзалу.
Чемпіон України з пляжного футболу 2010, 2014 , 2017, срібний призер чемпіонату України 2024,  бронзовий призер чемпіонату України 2013, 2016,  четверте місце в чемпіонаті України 2009.
Чемпіон Міської ліги Дніпропетровська з футзалу 2011/12, володар Кубка Дніпропетровської області з футзалу 2012.
Чемпіон Дніпропетровської області з футболу серед ветеранів 2012 (понад 35 років).
Чемпіон Дніпропетровської області з пляжного футболу 2017, 2018, 2019 , 2023 рр.
В 2019р, разом з U 21 України з пляжного футболу , на EWC в Португалії ( Європейський Кубок Чемпіонів) завоювали 16 місце з 32 та потрапили до найкращих 16 команд Європи.
В 2019 на жовтень місяць  зайняли 4 місце за кількістю набраних очок (403) в європейському  рейтингу EWC.
У тому ж 2019 р, разом з U 21 України з пляжного футболу, вперше взяли участь на WWC в Туреччині , Аланья ( Кубок Чемпіонів Світу) , завоювали 11 місце з 19 команд світу .
В 2024 р, на WWC в Італії , Сардинія ( Кубок Чемпіонів Світу з пляжного футболу  ) завоювали 4 місце з 24 команд світу ). 
На початок 2025 року світова рейтингова позиція клубу по пляжному футболу  #20 місце https://beachsoccer.com/rankings